# Dwór w Chrząstowie
Dwór w Chrząstowie – dwór znajdujący się we wsi Chrząstowo, w województwie wielkopolskim, w powiecie śremskim.

## Historia

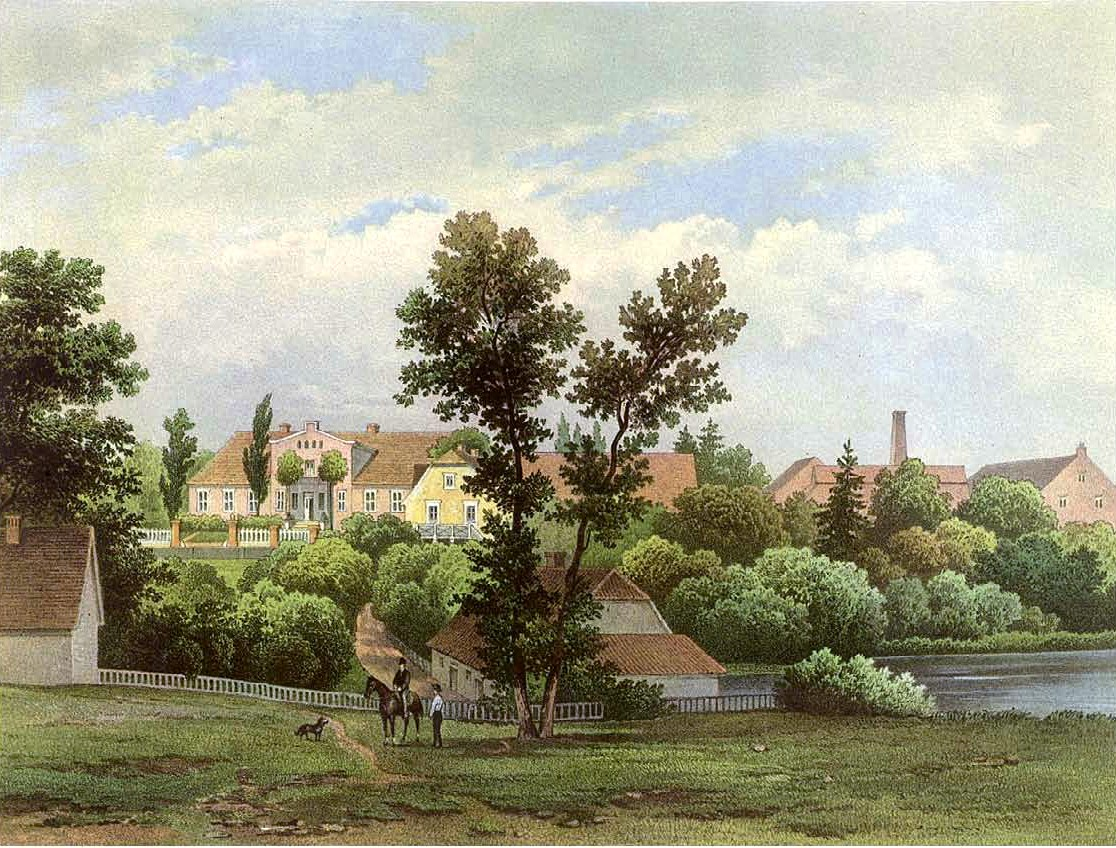
Dwór i folwark pomiędzy 1857 a 1883

Dwór wzniesiono prawdopodobnie w końcu XIX wieku na starszych fundamentach. W 1881 lokalne dobra należały do Rudolfa von Gersdorffa, a w 1926 do skarbu państwa. Okna zostały wymienione na nowe w późniejszych latach, być może w 1954, kiedy to obiekt uległ przebudowie i służył szkole.

## Architektura
Budowla jest parterowa, z dominującą wystawką pierwszego piętra, nakryta dachem dwuspadowym.

## Otoczenie
W pobliżu dworu, w niewielkim zaklęśnięciu terenu rosną trzy okazałe dęby szypułkowe o obwodach pni 620, 430 i 400 cm.